# 朝鲜世界
《朝鲜世界》（英語：North Korea World）系列是中国大陆首部朝鲜旅行题材的纪录片，也是「朝鲜五年记录计划」的纪录片版呈现，开篇之作为《朝鲜世界2019》，由田谷源导演，索凌光影出品。

## 系列纪录片
「朝鲜五年记录计划」分季推出，每五年推出一季，记录过去五年朝鲜的变化与发展，第一部是《朝鲜世界2019》。

### 朝鲜世界2019
《朝鲜世界2019》是于2019年推出的旅行纪录片，通过导演在朝鲜的见闻，抒发对朝鲜的真实感受，以2019年为时间点，详细对朝鲜的教育、法律、文化、艺术、城市等进行详尽的叙述。
- 语言：汉语、朝鲜语
- 制片国家/地区：中国大陆
- 片长: 86分钟
- 获奖：2020年温哥华华语国际电影节最佳纪录片[3]
- 上映日期与平台

| 网路平台 | 上映日期   | 上映频道        |
| -------- | ---------- | --------------- |
| YouTube  | 2021-04-02 | 田谷源          |
| 哔哩哔哩 | 2020-12-01 | 田谷源&索凌光影 |
| 西瓜视频 | 2023-11-22 | 田谷源          |

### 朝鲜世界2025
《朝鲜世界2025》预计在2024年拍摄、2025年1月1日上映。